# Herb Gibraltaru

Herb Gibraltaru

Herb Gibraltaru przedstawia "twierdzę i klucz" (ang. Fortress And Key); złożoną z trzech ceglanych wież czerwoną twierdzę, w której ze środkowej wieży, nieco wyższej od pozostałych, zwisa złoty klucz. Tarcza herbowa podzielona jest "w pas", przy czym dolny pas, czerwony, jest dwa razy węższy od górnego, białego. Twierdza znajduje się na tle białego pasa, a zwisający klucz znajduje się niemal w całości na tle pasa czerwonego. Poniżej tarczy herbowej znajduje się wstęga z łacińską sentencją Montis insignia Calpe tłumaczoną na ang. Badge of the Rock of Gibraltar, czyli "Znak Gibraltarskiej Skały" - (Calpe to łacińska nazwa Skały Gibraltarskiej).
Herb nadany został przez Króla Ferdynanda i Izabelę Katolicką 10 lipca 1502 r. W czerwcu 1936 potwierdzony został przez władze brytyjskie.
Niemal identyczny herb (bez łacińskiej sentencji) posiada hiszpańskie (Andaluzja) miasto San Roque, położone w bliskim sąsiedztwie Gibraltaru.